# Oscar Möller
Oscar Möller (Stoccolma, 22 gennaio 1989) è un hockeista su ghiaccio svedese.

## Palmarès

### Mondiali
- 1 medaglia:
  - 1 bronzo (Bielorussia 2014)